# Elias Seppänen
Patrik Pasma (Tammela, Finlandia; 31 de octubre de 2003) es un piloto de automovilismo finlandés. En 2022 corrió en el ADAC GT Masters con Mann-Filter Team Landgraf.

## Carrera

### Inicio
Nacido en Tammela, Seppänen comenzó su carrera en el karting en 2014. Su mejor resultado fue ganar el Campeonato Junior de Finlandia en la clase Raket en 2016.

### Eurocopa de Fórmula Renault
Seppänen hizo su debut en la Eurocopa de Fórmula Renault como piloto invitado de R-ace GP en la ronda final del campeonato en Paul Ricard. Terminó las carreras en 14 y octavo.

### Fórmula Regional
En 2021, Seppänen avanzó al Campeonato de Fórmula Regional Europea, junto con Nico Göhler y su compañero finlandés Patrik Pasma en KIC Motorsport. Anotó su primer punto en la segunda carrera de la primera ronda de la temporada en Imola.

## Resumen de carrera
| Temporada | Categoría                                    | Equipo                    | Carreras | Victorias | Poles | VR | Podios | Puntos | Pos. |
| --------- | -------------------------------------------- | ------------------------- | -------- | --------- | ----- | -- | ------ | ------ | ---- |
| 2019      | Campeonato del Sudeste Asiático de Fórmula 4 | Meritus.GP                | 40       | 11        | 7     | 10 | 28     | 617    | 2.º  |
| 2019      | SMP Fórmula 4                                | SMP Racing                | 2        | 0         | 0     | 0  | 0      | 0      | NC†  |
| 2019      | Academia de Fórmula Finlandesa               | N/A                       | 8        | 0         | 0     | 1  | 7      | 123    | 3.º  |
| 2020      | ADAC Fórmula 4                               | US Racing                 | 21       | 1         | 1     | 0  | 10     | 257    | 3.º  |
| 2020      | Eurocopa de Fórmula Renault                  | R-ace GP                  | 2        | 0         | 0     | 0  | 0      | 0      | NC†  |
| 2021      | Campeonato de Fórmula Regional Europea       | KIC Motorsport            | 14       | 0         | 0     | 0  | 0      | 1      | 24.º |
| 2022      | ADAC GT Masters                              | Mann-Filter Team Landgraf | 13       | 0         | 0     | 0  | 0      | 52     | 21.º |
| Fuente:   |                                              |                           |          |           |       |    |        |        |      |

## Resultados

### ADAC Fórmula 4
(Clave) (negrita indica pole position) (cursiva indica vuelta rápida)

| Año  | Equipo    | 1    | 1    | 1    | 2    | 2    | 2    | 3   | 3   | 3   | 4    | 4    | 4    | 5   | 5   | 5   | 6    | 6    | 6    | 7   | 7   | 7   | Pos | Puntos |
| ---- | --------- | ---- | ---- | ---- | ---- | ---- | ---- | --- | --- | --- | ---- | ---- | ---- | --- | --- | --- | ---- | ---- | ---- | --- | --- | --- | --- | ------ |
| 2020 | US Racing | LAU1 | LAU1 | LAU1 | NÜR1 | NÜR1 | NÜR1 | HOC | HOC | HOC | NÜR2 | NÜR2 | NÜR2 | SPI | SPI | SPI | LAU2 | LAU2 | LAU2 | OSC | OSC | OSC | 3.º | 257    |
| 2020 | US Racing | 3    | 8    | 1    | 3    | 2    | 4    | 4   | 6   | 3   | Ret  | 2    | 5    | 4   | 4   | 2   | 3    | Ret  | 6    | 3   | 5   | 3   | 3.º | 257    |

### Campeonato de Fórmula Regional Europea
(Clave) (negrita indica pole position) (cursiva indica vuelta rápida)

| Año  | Team           | 1   | 1   | 2   | 2   | 3   | 3   | 4   | 4   | 5   | 5   | 6   | 6   | 7   | 7   | 8   | 8   | 9   | 9   | 10  | 10  | Pos. | Points |
| ---- | -------------- | --- | --- | --- | --- | --- | --- | --- | --- | --- | --- | --- | --- | --- | --- | --- | --- | --- | --- | --- | --- | ---- | ------ |
| 2021 | KIC Motorsport | IMO | IMO | BAR | BAR | MON | MON | LEC | LEC | ZAN | ZAN | SPA | SPA | SPI | SPI | VAL | VAL | MUG | MUG | MNZ | MNZ | 24.º | 1      |
| 2021 | KIC Motorsport | 15  | 10  | 18  | Ret | 12  | 15  | 15  | 14  | 16  | 13  | 16  | 19  | 23  | 17  |     |     |     |     |     |     | 24.º | 1      |